# Django (framework web)
Django é um framework web e alto nível e código aberto, escrito em Python, projetado para o desenvolvimento rápido, seguro e escalável. Baseado no padrão Model-Template-View (MTV), promove uma separação clara entre a lógica de negócios, a apresentação e a manipulação de dados, facilitando a manutenção e a organização do código.
Originalmente desenvolvido para gerenciar um site jornalístico na cidade de Lawrence, Django foi lançado como um projeto de código aberto em 2005, sob a licença BSD. Seu nome é uma homenagem ao guitarrista de jazz Django Reinhardt.
O framework adota o princípio DRY (Don't Repeat Yourself), incentivando a reutilização de código e a redução da redundância. Além disso, oferece um conjunto robusto de ferramentas integradas, como um ORM (Object-Relational Mapper) para interação com bancos de dados, um sistema de autenticação avançado e proteção contra vulnerabilidades comuns da web, como injeção de SQL e cross-site scripting (XSS).
Com uma comunidade ativa e um ecossistema rico em bibliotecas e extensões, é amplamente utilizado por empresas e desenvolvedores ao redor do mundo para criar desde pequenos sites até aplicações web complexas e de grande escala.
Django é utilizado por diversas empresas e projetos de grande porte devido à sua escalabilidade, segurança e eficiência no desenvolvimento web. Algumas das organizações que o adotaram incluem Instagram, que gerencia bilhões de interações diárias em sua plataforma social; Spotify, que o usa para sua infraestrutura de back-end; Mozilla, que o emprega em seus serviços web; Pinterest, que lida com grandes volumes de dados e interações; e The Washington Post, que o utiliza para gerenciamento e publicação de conteúdo jornalístico.
Além disso, plataformas educacionais brasileiras como Udemy e Coursera também o integram em seus sistemas, garantindo alto desempenho e confiabilidade. Com esse histórico de sucesso em aplicações de alto tráfego, Django continua sendo uma escolha popular para startups e grandes empresas que buscam um framework robusto e eficiente.

## Principais características

### Mapeamento Objeto-Relacional (ORM)
Com o ORM do Django você define a modelagem de dados através de classes em Python. Com isso é possível gerar suas tabelas no banco de dados e manipulá-las sem necessidade de utilizar SQL (o que também é possível).

### Interface Administrativa
No Django é possível gerar automaticamente uma interface para administração dos modelos criados através do ORM.

### Formulários
É possível gerar formulários automaticamente através dos modelos de dados.

### URLs Amigáveis
No Django não há limitações para criação de URLs amigáveis e de maneira simples.

### Sistema de Templates
O Django tem uma linguagem de templates poderosa, extensível e amigável. Com ela você pode separar design, conteúdo e código em Python.

### Sistema de Cache
O Django possui um sistema de cache que se integra ao memcached ou em outros frameworks de cache.

### Internacionalização
Django tem total suporte para aplicações multi-idioma, deixando você especificar strings de tradução e fornecendo ganchos para funcionalidades específicas do idioma.